# Église Saint-Étienne de Villelongue-dels-Monts
Pour les articles homonymes, voir église Saint-Étienne.
L'église Saint-Étienne de Villelongue-dels-Monts est une église romane située à Villelongue-dels-Monts, dans le département français des Pyrénées-Orientales.